# برايان مارشال (موسيقي)
برايان مارشال (بالإنجليزية: Brian Marshall)‏ هو موسيقي وعازف قيثارة أمريكي، ولد في 24 أبريل 1973 في فورت والتون بيتش في الولايات المتحدة.

## وصلات خارجية
- برايان مارشال على موقع IMDb (الإنجليزية)
- برايان مارشال على موقع ميوزك برينز (الإنجليزية)
- برايان مارشال على موقع أول ميوزيك (الإنجليزية)
- برايان مارشال على موقع ديسكوغز (الإنجليزية)
- برايان مارشال على موقع قاعدة بيانات الفيلم (الإنجليزية)